# Ko Tarutao
Ko Tarutao, thailändska เกาะตะรุเตา, är den största ön i Tarutaos marina nationalpark i provinsen Satun, i södra Thailand, nära gränsen till Malaysia.

## Geografi
Tarutao är den största ön i Tarutao-arkipelagen som ingår i den större Tarutao/Adang-Rawi-arkipelagen. Ön är 26 km lång och 11 km bred och en av de bäst bevarade av öarna i Andamansjön. Det malajsiska ordet tertua eller tarutao betyder gammal och primitiv.
Det finns en väg som löper över ön. Ön är annars väl bevarad från mänsklig påverkan och bergig, med åtskilliga toppar som är över 500 meter höga. Den högsta toppen är 713 m.ö.h.
Ön är täckt av djungel med stränder som består mestadels av kalkstensklippor med inslag av mangroveskog. Västra kustlinjen har långa vita sandstränder som varit kläckningsplatser för sköldpaddor. Langurer, krabbmakaker och vildsvin är vanliga på ön. 
Ao Son-stranden på västra sidan av ön är drygt 4 km lång och 200 m bred.
På östra sidan av Ko Tarutao finns ett tiotal mindre öar och karstholmar, bland annat Ko Sing, Ko Kaman, Ko Ko Lo, Ko Klang, Ko Pulao Na, Ko Daeng, Ko Laen och Ko Lek.

## Klimat
Det tropiska klimatet i Thailand är ett sommarmonsunklimat, med kraftiga monsunregn från maj till oktober och torrtid från oktober till maj. Det är svalast i slutet av regntiden och början på torrtiden. I slutet av torrtiden kan det vara 34–37 grader varmt.

## Historia

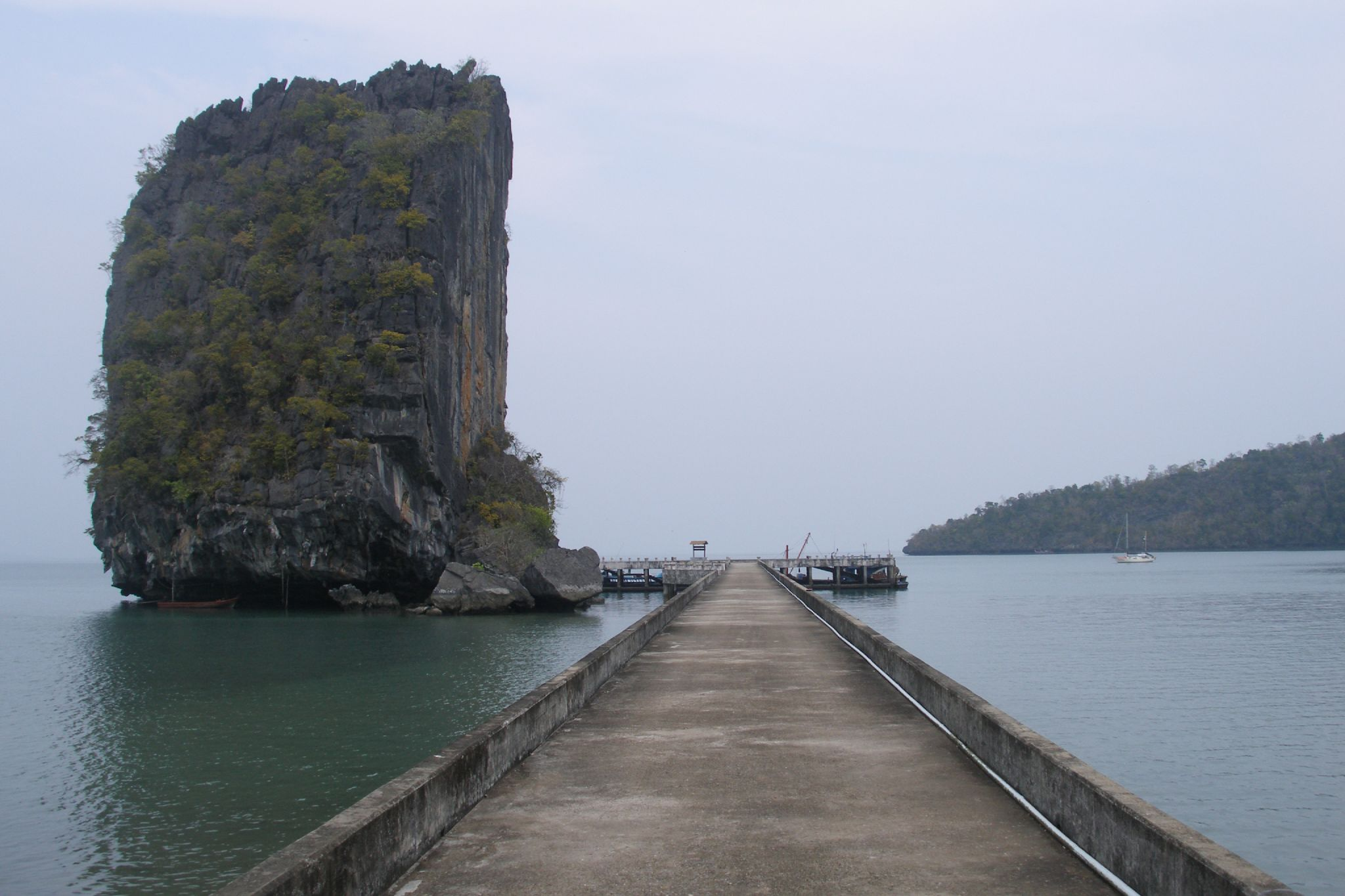
En hamnbrygga och en 30 meter hög karstholme intill öns östra sida.

Ko Tarutao var mellan 1938 och 1948 fängelseö, med mer än 3000 brottslingar och politiska fångar. Bland fångarna märktes Sittiporn Gridagon, son till Rama VII. Under andra världskriget uteblev mat och mediciner och många fångar dog i malaria. Överlevande fångar och fångvaktare blev pirater i det närliggande Malackasundet. Brittiska marinen sattes in och fick ett slut på piraternas härjande 1951.
1972 förklarades ögruppen som nationalpark och många av innevånarna på öarna tvingades flytta.
2002 filmades den femte säsongen av det amerikanska tv-bolaget CBS dokusåpa Survivor, Survivor: Thailand på Ko Tarutao.
Bangkok Post hade i augusti 2013 en artikel om smugglare som pressade pengar av båtfolket rohingya och även sålde dem som slavar.

## Etymologi
"Tarutao" är thailändska som härleds tillbaka till det ursprungliga malajiska namnet, "pulau tertua", med betydelsen "gammal, mystisk ö."